# المحافظة الرحيمة
المحافظة الرحيمة هي فلسفة سياسية أمريكية تؤكد على استخدام التقنيات والمفاهيم المحافظة من أجل تحسين الرفاهية العامة للمجتمع. تدعم الفلسفة تنفيذ السياسات المصمّمة لمساعدة المحرومين وتقليل مستوى الفقر من خلال السوق الحرة، وتتصوّر علاقة ثلاثية بين الحكومة والجمعيات الخيرية والمنظمات الدينية. غالبًا ما يُنسب المصطلح إلى المؤرخ والسياسي الأمريكي دوغ ويد، الذي استخدمه كعنوان لخطاب في عام 1979، على الرغم من أن أصوله تكمن في الغالب في المبادئ الاقتصادية المقبولة، إلّا أن بعض تطبيقاته تعرّضت للانتقاد على أنها أبوية. تبنى السياسيون الجمهوريون والديمقراطيون هذه الفلسفة منذ ذلك الحين على الرغم من أنها ارتبطت بشدة في الآونة الأخيرة بالرئيس الأمريكي السابق جورج دبليو بوش، الذي استخدم المصطلح لوصف وجهات نظره الشخصية. اُستخدِم المصطلح أيضًا في المملكة المتحدة من قبل رئيس الوزراء السابق ديفيد كاميرون، وفي نيوزيلندا من قبل رئيس الوزراء السابق جون كي.

## أصل المصطلح
قد يكون المؤرخ والمستشار الرئاسي دوغ ويد هو أول شخص يستخدم عبارة محافظة رحيمة. في عام 1977، كتب ويد كتابًا عن كولكاتا في الهند، بعنوان «اللمسة الرحيمة-ذا كوماشينت توتش»، وفي عام 1979 ألقى خطابًا شعبيًا بعنوان «المحافظة الرحيمة» في عشاء واشنطن الخيري السنوي. بيعَت تسجيلات الخطاب في جميع أنحاء البلاد في ندوات الشركات.
ادّعى ويد أن سياسات المحافظين الجمهوريين يجب أن تكون مدفوعة بالتعاطف، وليس حماية الوضع الراهن. وأعلن عن نفسه بأنّه «محافظ حتى الصميم»، ما يعني أنّه يهتم بالناس ويعتقد بصدق أن السوق الحرة أفضل للفقراء.
في عام 1981 في استخدام آخر ربما لا علاقة له، قال فيرنون غوردان من الرابطة الحضرية الوطنية عن إدارة ريغان:
«أنا لا أتحدى السياسة المحافظة في هذه الإدارة. بل أتحدى بالفعل فشلها في إظهار نزعة محافظة رحيمة تُكيّف نفسها مع واقع مجتمع مزّقه التمييز الطبقي والعرقي».

### فيرنون جوردان
في عام 1982 شارك ويد في تأليف كتاب وزير الداخلية في إدارة رونالد ريغان جيمس جي وات شجاعة السياسة المحافظة، وطوّر أفكاره بشكل أكبر في الفصل الخامس من الكتاب، الذي كان بعنوان «المحافظة الرحيمة».
في عام 1984 صرّح ممثل الولايات المتحدة جيمس ر. جونز لصحيفة نيويورك تايمز:
«أعتقد أننا يجب أن نتبنى شعار المحافظة الرحيمة... يمكننا أن نكون محافظين مالياً دون أن نفقد التزامنا بالمحتاجين، يجب علينا إعادة توجيه سياستنا في هذا الاتجاه».

### النائب جيمس ر. جونز
في وقت سابق من العام نفسه، أعلن الجمهوري راي شامي «أنا أؤمن بالمحافظة الحكيمة والرحيمة».
في يونيو 1986 كتب ويد مقالًا لكريستيان هيرالد، واصفًا نائب الرئيس آنذاك جورج هـ.بوش، الذي عمل معه كمساعد بأنه «محافظ رحيم».
وفقًا للصحفي جاكوب ويسبيرغ، أخذ جورج دبليو بوش نجل جورج دبليو بوش مصطلح «محافظ رحيم» أولًا من ويد عام 1987.
في عام 1992، عندما ترشح دوغ ويد لممثل الولايات المتحدة عن ولاية أريزونا، كتب كتاب لحملته بعنوان «وقت التغيير». كان الفصل الأول بعنوان «المحافظ الرحيم»، وصف فلسفة ويد بأن الجماهير لا تهتم بسياسات الجمهوريين، إذا كان الموقف والهدف من وراء السياسات لا يكترث بهم.
يصر البعض على أن المصطلح من اختراع الدكتور مارفن أولاسكي، الذي أحيى ذكراها في كتبه: تجديد التعاطف الأمريكي (1996) والمحافظة الرحيمة: ما هي؟ وماذا تفعل؟ وكيف يمكن أن تحول أمريكا؟ (2000)، وميرون ماغنت من معهد مانهاتن. وقد أطلق على أولاسكي «عرّاب المحافظة الرحيمة».
عُمّمَت هذه العبارة عندما تبناها جورج دبليو بوش كأحد شعاراته الرئيسية خلال حملته الرئاسية عام 2000 ضد آل غور. كما كتب بوش مقدمة أولاسكي المحافظة الرحيمة. وقال أولاسكي إن أشخاصًا آخرين توصّلوا إلى المصطلح أولاً.